# Callao (1888)
El Callao fue un buque cañonero de la clase Samar que sirvió en la Armada española de 1888 a 1898 y participó en la Guerra hispano-estadounidense, donde fue capturado por la Armada de los Estados Unidos, sirviendo hasta 1923 bajo el nombre de USS Callao (YFB-11). Debe su epónimo a la localidad del Callao, ciudad portuaria del Perú.

## Características
El Callao fue construido en Cavite, Filipinas, por la Manila Ship Company y destinado a funciones coloniales en Filipinas. Fue botado y completado en 1888. Tenía dos mástiles y un casco de acero, no estando blindado.

## Historial al servicio de España
El Callao pasó su carrera en la Armada española cumpliendo tareas coloniales en las Islas Filipinas. Cuando comenzó la guerra hispanoamericana en abril de 1898, se encontraba en el mar en un crucero por la isla de Luzón. Su tripulación no sabía que se había declarado la guerra ni que el escuadrón de la Armada española del contraalmirante Patricio Montojo y Pasarón había sido destruido por el escuadrón asiático de la Armada de los Estados Unidos al mando del comodoro George Dewey en la batalla de la bahía de Manila once días antes cuando, el 12 de mayo de 1898, por lo que el Callao navegó hacia la bahía de Manila en ruta hacia el puerto.
Cuando los barcos de Dewey avistaron la cañonera que se acercaba, el crucero USS Raleigh se puso en marcha para investigar. Cuando se hizo evidente que el Callao era un barco español, el Raleigh, el crucero USS Baltimore y el crucero protegido USS Olympia abrieron fuego contra él.
Tomada completamente desprevenida, la tripulación del Callao al principio confundió los barcos estadounidenses con el escuadrón de Montojo y los disparos con prácticas de tiro de los barcos de Montojo, pero rápidamente se dio cuenta de que estaban bajo ataque y irremediablemente superados en armas. Arriaron banderas y se rindieron al Raleigh. Rápidamente fueron puestos en libertad condicional en Cavite, y más tarde se rumoreó que las autoridades españolas condenaron a muerte al oficial al mando del Callao por no defenderse de los barcos estadounidenses.

## Historial al servicio de Estados Unidos
El Callao fue puesto inmediatamente en servicio estadounidense y oficialmente comisionado en la Armada de los Estados Unidos el 17 de julio de 1898 como cañonera USS Callao. Al mando del buque quedó el teniente B. Tappan. 
El ya USS Callao sirvió durante el resto de la guerra como buque de abasto del buque insignia del comodoro Dewey, el crucero protegido Olympia, perteneciente al escuadrón de Dewey. Participó en el ataque del 13 de agosto de 1898 a Manila, sirviendo en el flanco izquierdo de las fuerzas del ejército, quienes le atribuyeron un apoyo con disparos muy eficaz a las tropas en tierra.
Después de la guerra, el Callao operó por toda Filipinas, patrullando para reprimir el contrabando, cubriendo grupos de exploración del ejército que operaban contra los insurgentes filipinos, transportando tropas y disparando contra posiciones insurgentes, hasta que fue dado de baja para reparaciones en Cavite el 21 de febrero de 1901.
Tras su nueva puesta en servicio el 20 de diciembre de 1902, el Callao transportó suministros entre las Islas Filipinas hasta febrero de 1903, cuando llegó a Hong Kong para comenzar 13 años de servicio patrullando la costa y los ríos de China con la Patrulla Yangtze, junto con varias otras cañoneras que la Armada de los Estados Unidos había capturado durante la Guerra hispano-estadounidense. Además de su participación en los ejercicios, maniobras y visitas de la Flota Asiática, brindó protección esencial a los ciudadanos e intereses estadounidenses, a menudo amenazados por disturbios políticos en la volátil China.
El Callao fue dado de baja en Hong Kong el 31 de enero de 1916 y luego navegó hacia Olóngapo, en la isla de Luzón, donde hizo escala. Mientras estaba apartado del servicio, fue reclasificado como cañonero patrullera con número de casco PG-37 el 17 de julio de 1920. El Callao fue rediseñado como ferry y volvió al servicio activo con el número de casco YFB-11 en junio de 1921. Sirvió en el 16.º Distrito Naval como ferry en Filipinas hasta que fue vendido como chatarra en Manila el 13 de septiembre de 1923.